# Kalamondin
Kalamondin (×Citrofortunella microcarpa) – sztucznie otrzymany mieszaniec kwaśnej mandarynki (Citrus reticulata) z kumkwatem japońskim (Fortunella japonica). Znany jest pod różnymi nazwami: kalamondynka, kwaśna pomarańcza, pomarańcza kalamondin, albo pomarańcza panamska. Na wyspach Pacyfiku nazywany jest calamansi. Wyhodowany został w południowo-wschodniej Azji. 

## Morfologia
Jest to krzew lub małe drzewo dorastające do 2,5 m, rodzące małe owoce cytrusowe o ciemnopomarańczowej skórce.

## Zastosowanie
- Jest uprawiany jako drzewo owocowe. Jest uważany za najmniej smaczny z wszystkich cytrusów[4]. Kwitnie i owocuje bardzo obficie. Owoce nadają się do jedzenia na surowo, łącznie z cienką skórką. Mają kwaśny miąższ i słodką skórkę[5]. Są też używane do produkcji napojów. Szczególnie popularny jest na Filipinach, gdzie jest najczęściej używany w kuchni. Nadaje się do uprawy w strefach 10-12[4].
- W krajach o ciepłym klimacie jest też uprawiany w mieszkaniach i na tarasach jako doniczkowa roślina ozdobna, gdyż mają piękny wygląd zarówno w czasie kwitnienia, jak i owocowania[5].

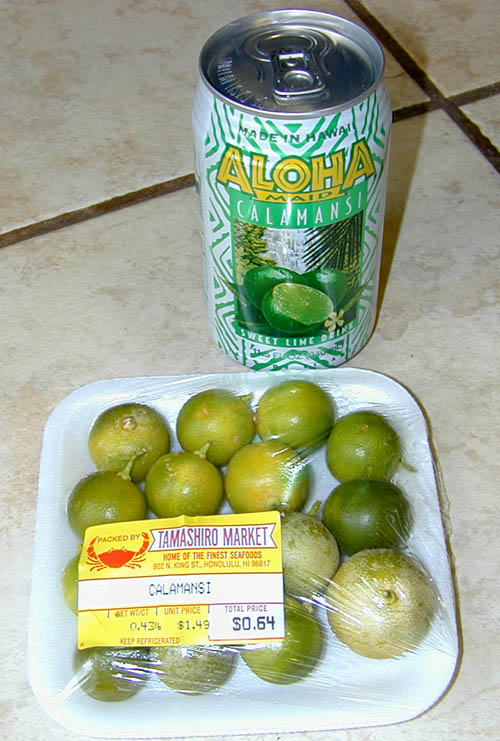